# كرايغ بار
كرايغ بار (بالإنجليزية: Craig Barr)‏ هو لاعب كرة قدم بريطاني، ولد في 29 مارس 1987 في إدنبرة في المملكة المتحدة. لعب مع بلاكبيرن روفرز وريث روفرز وكوين أوف ساوث ونادي أوسترسوند.

## وصلات خارجية
- كرايغ بار على موقع قاعدة بيانات كرة القدم.إي يو (الإنجليزية)
- كرايغ بار على موقع Soccerbase.com (لاعب) (الإنجليزية)